# Sanatorio Dubini
L'ospedale Dubini o sanatorio Dubini è un ex sanatorio costruito sulla collina di Sant'Elia a Caltanissetta, costeggiante, in contrada Babaurra, la SS122 che dal capoluogo nisseno conduce alla vicina San Cataldo.

## Storia
È intitolato al dermatologo milanese Angelo Dubini, scopritore nel 1838 dell'anchilostoma duodenale. Fu inaugurato il 28 ottobre 1933 da Roberto Roberti, presidente dell’Istituto Nazionale Fascista di Previdenza Sociale, in rappresentanza di Giuseppe Bottai, insieme al vice direttore generale dell'INFPS Luigi Clerici; con loro il prefetto di Caltanissetta Massimiliano D’Andrea, il segretario federale, il console della milizia e altri esponenti fascisti, oltre ad altre personalità della sanità e della politica.
Nell'agosto del 1937 fu visitato da Benito Mussolini, che ne riconobbe l'importanza e modernità tra gli ospedali simili dell'epoca come quelli di Vialba, Siracusa, Imola, Imperia, Galliera Veneta, Padova, Sondrio, Pisa, Gorizia, Genova e Roma.
Tra i suoi ricoverati illustri sembra esserci stato Giorgio La Pira, ciò secondo una fonte non verificabile.
La struttura, che è inventariata tra i beni di proprietà del comune di Caltanissetta, versava in un avanzato grado di degrado. Con decreto del Ministero della Sanità il 7 dicembre 2016 viene stanziato l'importo di 4529781,68 € per lavori di manutenzione straordinaria. Questo finanziamento, dopo un lungo abbandono, ha permesso il parziale recupero funzionale della struttura. Il recupero è stato fin qui finalizzato alla creazione di una centrale operativa del 118.

## L'edificio
In conformità ad una tipologia standard di progetto architettonico denominata "Tipo Nord" e "Tipo Sud", Caltanissetta e Siracusa furono rispettivamente i primi due prototipi di sanatorio costruiti in Sicilia; il tipo nord aveva le verande sul posteriore rispetto l'accesso principale della struttura ed era il tipo principale, il tipo Sud aveva le verande sullo stesso lato dell'ingresso, questa tipologia era un ripiego quando non si poteva per motivi logistici costruire secondo il tipo nord.
Sulla base di questi prototipi, furono costruiti in meno di dieci anni circa 60 ospedali-sanatori su tutto il territorio nazionale; di cui 4 in Sicilia: Caltanissetta, Siracusa, Palermo e Ragusa.
La costruzione costò quasi otto milioni di lire dell'epoca; fu realizzata dall’impresa romana dell’ing. Luigi Carnelli con la direzione dell’ingegnere nisseno Ernesto Amato insieme all’ing. Michele Giunta. L'edificio venne completato in poco più di due anni, dall'inizio dei lavori.
Esso è costituito su tre piani fuori terra insieme ad un piano seminterrato, la superficie del parco è di 119.700 mq, la parte pavimentata è di 6.930 mq, mentre la superficie coperta è di 25.040 mq.
L'edificio è posto ad un'altezza di 761 metri s.l.m..
In occasione dell'epidemia mondiale del COVID-19 sono state avanzate proposte di riconversione del Sanatorio Dubini in un ospedale specializzato e dedicato al Covid 19.

## Il parco
Si estende per oltre 4 ettari nel più ampio parco Testasecca sulla collina di Sant'Elia in contrada Babbaura, collina nota per l'altezza e per la sua salubrità e ventosità.
Nell'autunno del 2013 sono stati abbattuti circa 50 pini, dei quali alcuni secolari, per preparare il terreno all'elisuperficie prevista; ciò malgrado il terreno fosse sottoposto a vincolo paesaggistico.
Nel maggio del 2017 il parco annesso al sanatorio è stato riaperto alla fruizione pubblica.
Dopo un intervento di riqualificazione, completato nel luglio 2020, il parco è stato reso finalmente fruibile dalla cittadinanza nissena.